# فوسفات أمونيوم ثنائي هيدروجين
فوسفات أمونيوم ثنائي الهيدروجين مركب كيميائي له الصيغة المجملة H6NO4P، والصيغة المفصلة له NH4H2PO4.
ويكون على شكل بلورات عديمة اللون لامعة.

## الخواص
- يمتاز فوسفات أمونيوم ثنائي الهيدروجين بثباتيته العالية وعدم قدرته على التسيل.
- ينحل فوسفات أمونيوم ثنائي الهيدروجين بالماء بشكل جيد، ومحاليله المائية لها صفة حمضية (محلول مشبع منه له أس هيدروجيني مقدارها 3.1).

## التحضير
يحضر فوسفات أمونيوم ثنائي الهيدروجين من تفاعل تفاعل تعديل حمض الفوسفور مع كمية محسوبة من الأمونياك، ثم بتبخير المحلول الناتج.

## الاستخدامات
- يستخدم كسماد في المجال الزراعي.
- يستخدم في التجهيز ضد الحريق للمنتجات الورقية والنسيجية.
- له العديد من التطبيقات المخبرية.